# Salt Lake Stallions
I Salt Lake Stallions sono stati una franchigia professionistica di football americano con sede a Salt Lake City Utah, che ha giocato nella Alliance of American Football nella stagione 2019. La franchigia disputava le sue gare interne al Rice–Eccles Stadium.

## Storia
La franchigia di Salt Lake City fu annunciata dall'Alliance of American Football il 14 maggio 2018. Dennis Erickson fu nominato capo-allenatore il 16 maggio 2018. Randy Mueller fu nominato general manager il 25 settembre 2018.
La prima partita della squadra fu una sconfitta per 38–22 contro gli Arizona Hotshots al Sun Devil Stadium il 10 febbraio 2019.